# Ūttukkuli
Ūttukkuli är en ort i Indien.   Den ligger i delstaten Tamil Nadu, i den södra delen av landet, 1 900 km söder om huvudstaden New Delhi. Ūttukkuli ligger 295 meter över havet och antalet invånare är 7 508.
Terrängen runt Ūttukkuli är platt. Runt Ūttukkuli är det tätbefolkat, med 427 invånare per kvadratkilometer. Närmaste större samhälle är Tiruppur, 12,4 km sydväst om Ūttukkuli. Trakten runt Ūttukkuli består till största delen av jordbruksmark.